# Kotafon (peuple)
Pour les articles homonymes, voir Kotafon.
Les Kotafon forment une population du Bénin vivant au sud-ouest du pays, dans le département du Mono, notamment dans les localités de Lokossa – où ils sont majoritaires (70%) –, Athiémé, Bopa et Dogbo.

## Langue
La population parle le kotafon, une langue gbe qui comptait 154 000 locuteurs en 2016. D'après une étude sur le kotafon, cette langue comporte 32 consonnes et 12 voyelles dont 5 voyelles nasales.

## Culture

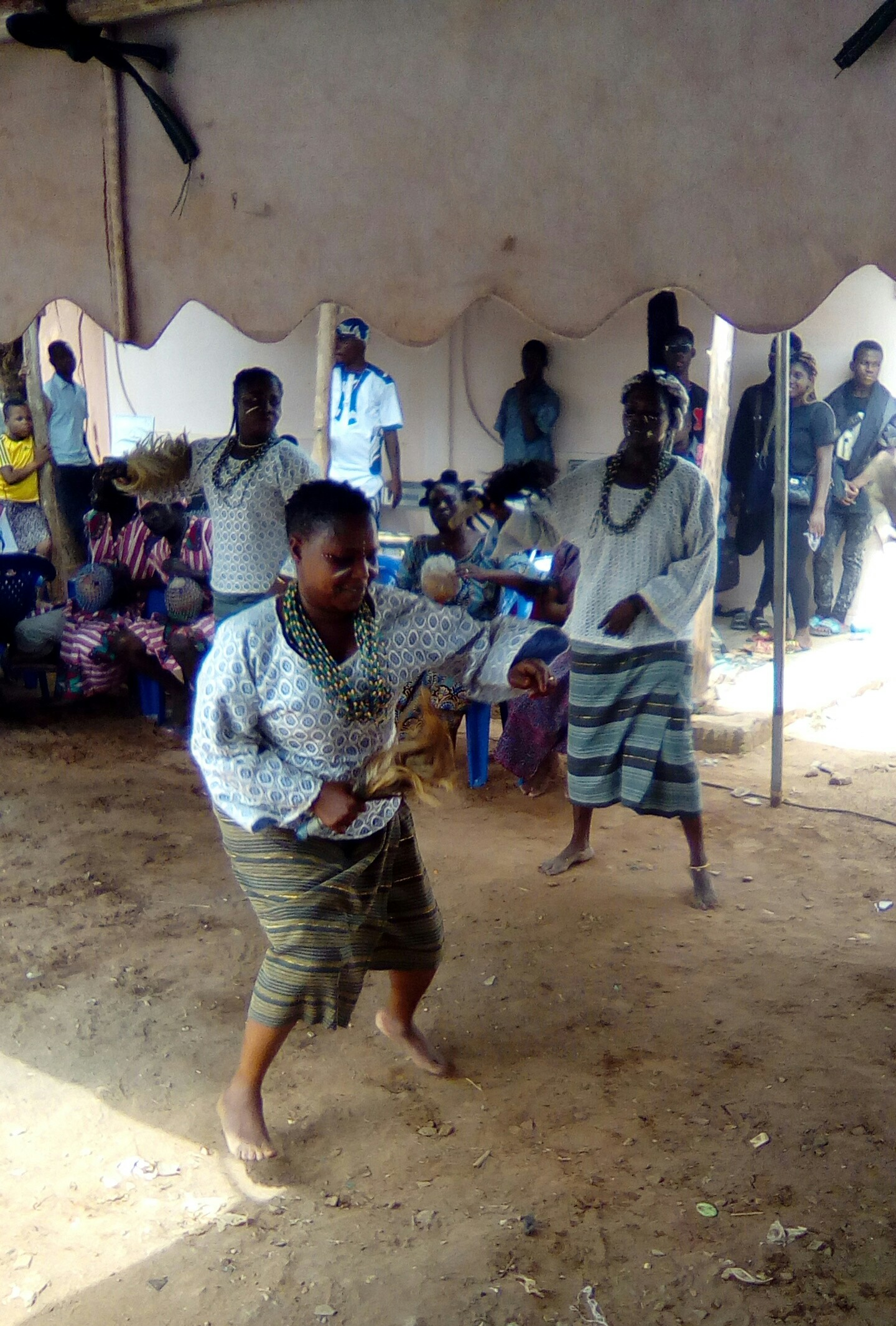
Fête Kotafon

Le peuple Kotafon célèbrent leur culte endogène du10 aux 13 janvier.